# Дунайская школа живописи
Дунайская школа (встречаются также названия «Дунайский стиль» и «Дунайская живопись», нем. Donauschule) — художественная школа немецкого искусства эпохи Северного Возрождения 1500—1530 годов. Основные центры: Регенсбург, Пассау, Линц, Зальцбург, Креме, Бавария, Цюрих, Нюрнберг, Банска Штявница в современной Словакии, в меньшей степени — Чехия, Венгрия и Трансильвания.

## Появление термина и споры о его содержании
Впервые термин употребил немецкий писатель и специалист по творчеству Людвига ван Бетховена Теодор фон Фриммель (нем. Theodor von Frimmel-Traisenau) в конце XIX века. Термин получил широкое распространение благодаря труду Германна Фосса (нем. Hermann Voss) «Uber den Ursprung des Donaustil». В нём Фосс рассматривал Вольфа Губера и Альбрехта Альтдорфера как единственных представителей Дунайской школы. Позже определение приобрело более широкий смысл целой школы живописи.

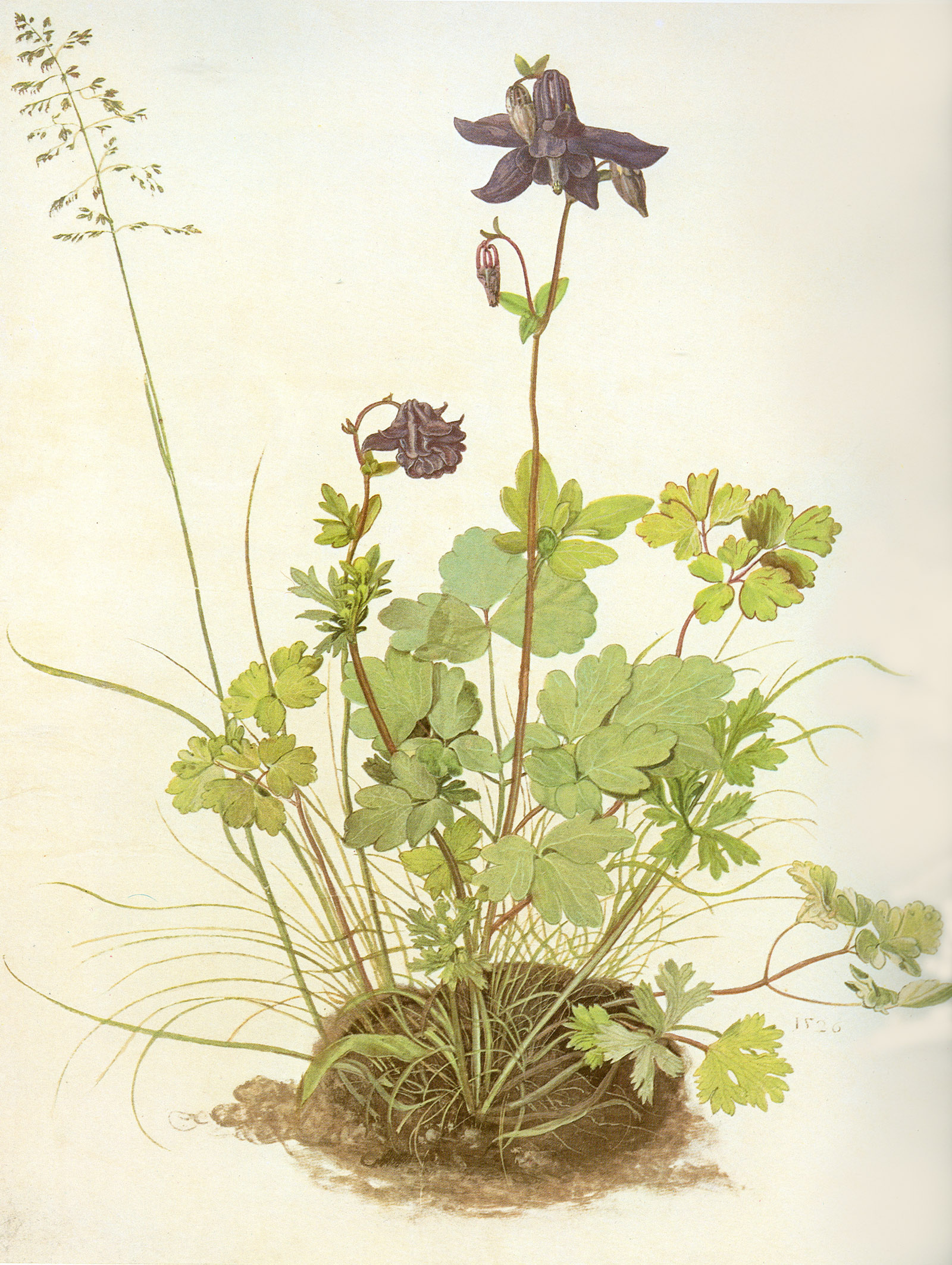
А. Дюрер. Коломбина (аквилегия). Между 1495 и 1500. Бумага, акварель. Галерея Альбертина, Вена

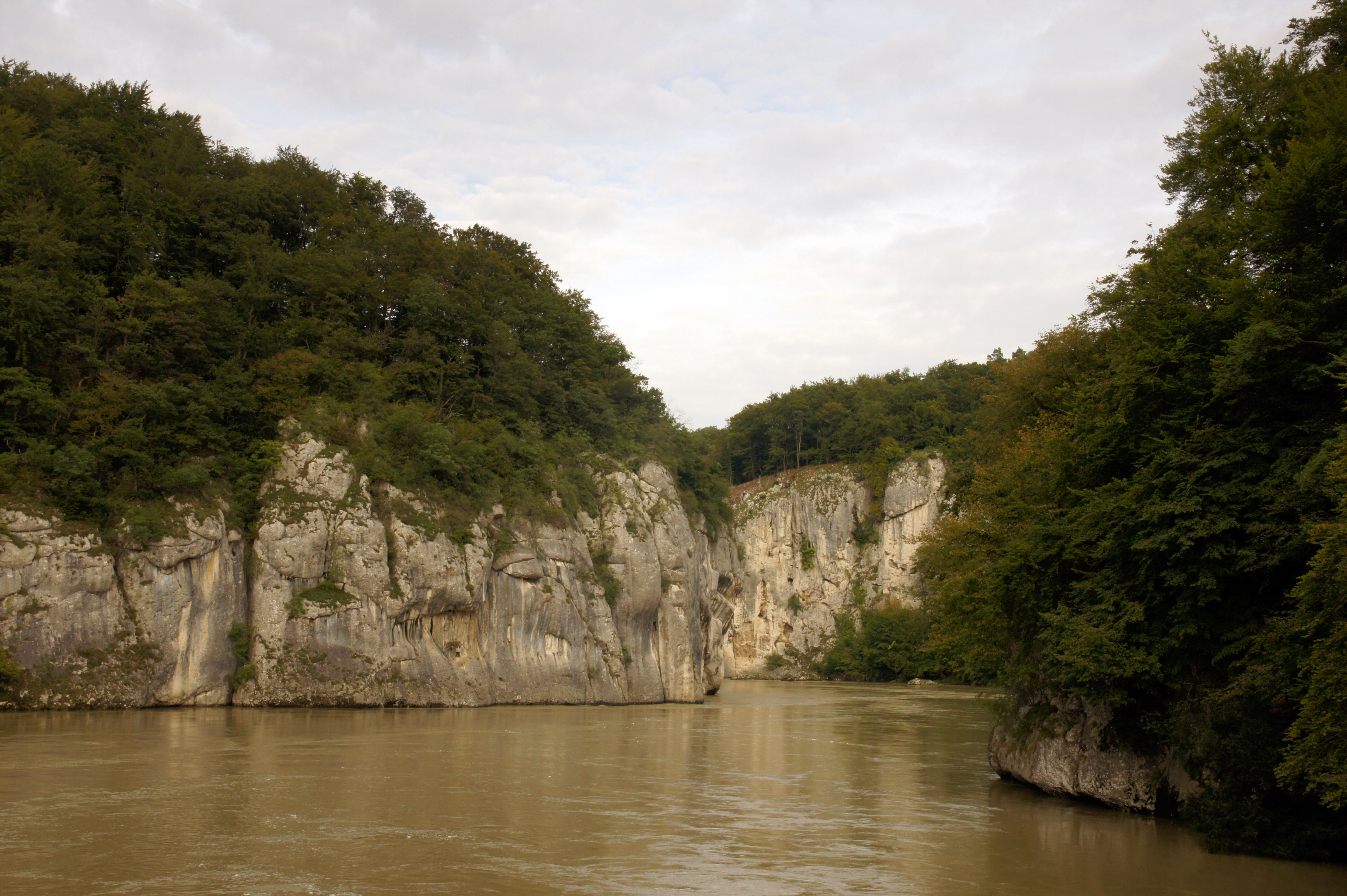
Ландшафт реки Дунай. Современная фотография

Пейзажи немецких художников обратили на себя внимание искусствоведов значительно раньше исследований Фриммеля и Фосса. Главу пейзажам Альбрехта Дюрера посвятил в своей монографии 1884 года Мориц Таузинг (нем. Moritz Thausing). Осмысление пейзажного наследия Дюрера было сделано в монографии швейцарского писателя и художественного критика Генриха Вёльфлина «Искусство Альбрехта Дюрера» (1905). Продолжил сопоставление работ художников Дунайской школы с творчеством Дюрера австрийский искусствовед Отто Бенеш. Он отмечал, что Дюрер сосредотачивал внимание на некоем одном элементе природы (например, «Пихта»), в то время как художники Дунайской школы пытались передать её целостность. Он не принадлежал к этой школе, противостоял ей, но без него она была бы невозможна.
В настоящее время нет ясности в понимании самого термина «Дунайская школа»:
- Одни исследователи считают Дунайскую школу региональным течением и ограничивают её бассейном реки Дуная от Регенсбурга до Линца.
- Другие считают её стилистическим явлением и включают в неё южнонемецких, австрийских, венгерских, чешских и трансильванских художников, для творчества которых характерны определённые особенности.

Нет единства в вопросе о происхождении школы:
- По мнению большинства авторов, её создателями были приезжие: молодой Лукас Кранах Старший, Йорг Брей Старший, а также уроженец региона реки Дунай Рулант Фрюауф Младший.
- Другая точка зрения: она возникла на местной почве, а приезжие Кранах и Брей, путешествуя вдоль Дуная, оказались под её влиянием.

Расходятся исследователи и в определении природы этого феномена:
- Фриц Дворшак называл дунайский стиль «побегом поздней готики» и всячески подчеркивал религиозные, даже мистические черты этого искусства. Э. Штанге настаивал на его мистических истоках.
- Другие исследователи видят в их картинах жизнеутверждающий пафос, наслаждение красотами мира, связывают их с ренессансным искусством.

А. Н. Донин проводит параллели между творчеством Дунайской школы и натурфилософией Парацельса (впервые их отметил Отто Бенеш). Сходство между ними он видит:
- в причудливых, похожих на человеческую фигуру деревьях и скалах, встречающихся в пейзажах Дунайской школы, люди на них нередко имеют сходство с природными формами в так называемом диком человеке, правда единством с окружающим миром в искусстве Дунайской школы нередко наделены не дикие, а «цивилизованные» люди (например, персонажи античных легенд)
- в интересе к цвету, для Парацельса цвет предметов был фундаментальным свойством природы и имел магический смысл; живопись Дунайской школы отличается передачей различных состояний атмосферы, разного времени дня: день и ночь, утро и вечер, чистое небо и грозовые облака, встречается радуга. Донин предполагает, что Парацельс хорошо знал живопись Дунайской школы, и она могла послужить катализатором его интереса к цвету
- в произведениях художников Дунайской школы Отто Бенеш заметил сходство с алхимическими процессами, Донин распознаёт на картине «Битва Александра Македонского с Дарием» цвета трех основных стадий алхимического процесса: «nigredo» — чёрная мгла над войсками Дария, «albedo» — бледная Луна и «rubedo» — пылающее Солнце над горизонтом
- в мажорном мироощущении, героическом энтузиазме в отношениях человека с природой

Среди причин формирования Дунайской школы Бенеш называет:
- быстрое развитие науки, в первую очередь, связанной с изучением природы
- своеобразие ландшафта Австрии, где формировалось это направление:

«Лишь тот, кто испытывал очарование её удивительной горной панорамы, её холмов, озёр и рек, сможет понять, что она и сама способствовала зарождению этого нового искусства с того момента, как глаза художников сумели воспринят красоту её пейзажа».— Отто Бенеш. Искусство Северного Возрождения
- философия пантеизма, взгляды которого стали модными в германских землях этого времени среди интеллектуалов

Бенеш считает, что эволюция творчества художников, принадлежавших к Дунайской школы, происходила в разных направлениях. Если Вольф Губер развивался в направлении создания космогонических фантазий в духе Питера Брейгеля Старшего, то Альтдорфер пришёл к созданию спокойных уравновешенных композиций, освободив пейзаж от аллегорического, религиозного и исторического подтекста.
Важными вехами в изучении Дунайской школы стали крупные выставки, где были представлены работы из различных европейских музеев. Была проведена выставка художников Дунайской школы в 1965 году в Линце и монастыре Святого Флориана. Затем, в 1984 году в Париже проходила выставка «Альтдорфер и фантастический реализм в немецком искусстве», в 1988 году в Берлине и Регенсбурге — выставка «Альбрехт Альтдорфер. Рисунки, гуаши, печатная графика».

## Отличительные признаки школы
Главным объектом изображения для мастеров Дунайской школы становится природа, мир, в котором растворился бог. Исследователи подчёркивают пантеизм дунайцев. Приписывают им изобретение нового жанра — «чистого» пейзажа. Другие признаки исследователи выделяют с осторожностью. Такие художники, как Альбрехт Альтдорфер, Мастер «Истории Фридриха и Максимилиана», Вольфганг Губер при стилистическом различии ещё и представляли собой ярко выраженную индивидуальность. Характерны отсутствие дисциплинирующего влияния одного мастера, который бы был признанным главой школы, отсутствие строгой регламентации, распространяющейся на художественную деятельность внутри одного города или внутри узкого района. Для мастеров Дунайской школы характерна неустойчивость индивидуальной манеры.
М. Я. Либман выделяет следующие общие особенности Дунайской школы:
- реализм в передаче природы и интерес к ней
- фантастические сюжеты и трансформация действительности в гипнотическое видение, но сами художники не верят в создаваемый ими миф и сознательно создают сказку
- попытка передать мир как неделимое целое, макрокосм подчиняет себе микрокосм
- человек в их произведениях — лишь часть природы, природа главенствует, подчиненная роль человека приводит к принижению его образа
- дунайцы не интересуются духовным миром человека, не стремятся к выявлению индивидуальности
- безразличие к красоте человека и приверженность к острохарактерным, иногда уродливым образам
- античные сюжеты излагаются в типично немецких реалиях, это вызвали отдаленность от университетских городов и крупных типографий, отсутствие возможности постоянного общения с гуманистически образованными людьми

Часто исследователи также отмечают камерный характер и небольшие размеры работ представителей Дунайской школы.
Наиболее крупным исследователем Дунайской школы в современной России является А. Н. Донин, защитивший докторскую диссертацию в 2007 году по теме «Пейзаж в немецком искусстве XIV—XVI веков».

## Представители Дунайской школы
| Имя                    | Альбрехт Альтодорфер | Эрхард Альтдорфер | Йорг Брей Старший                                                             | Вольф Губер | Лукас Кранах Старший | Рюланд Фрюауф Младший | Августин Хиршфогель | Леонхард Бек                                                                          | Мастер M. S. |
| ---------------------- | --- | --- | ----------------------------------------------------------------------------- | --- | --- | --- | --- | ------------------------------------------------------------------------------------- | --- |
| Даты жизни             | около 1480, Регенсбург — 14 февраля 1538, Регенсбург | около 1480, Регенсбург — 12 февраля 1538, Регенсбург | 1475, Аугсбург — 1537, Аугсбург                                               | 1485 — 3 июня 1553, Пассау | 4 октября 1472, Кронах, Верхняя Франкония — 16 октября 1553, Веймар | около 1470, Зальцбург — 1547, Пассау | 1503, Нюрнберг — февраль 1553, Вена | около 1480, Аугсбург — 1542, Аугсбург                                                 | творчество — между 1500 и 1510 годами, Банска Штьявница |
| Краткая характеристика | В 1511 году путешествовал вдоль Дуная в нижнеавстрийские земли. В ходе путешествия открыл для себя мир природы, создал большое количество зарисовок ландшафта. | Младший брат Альтдорфера, путешествовал в Австрию вместе с Альбрехтом и испытывал сильное влияние его творчества. Пейзажи — наиболее интересная часть его наследия | Художник и гравёр, представитель Дунайской школы.                             | Губер — художник, создавший множество пейзажных рисунков пером. Творчество его развивалось вне влияния Альтдорфера. Искусствоведы считают, что он сформировался под влиянием знакомства с работами Михаэля Пахера. На его картинах преобладает мастерство рисунка. Человек и пейзаж существуют независимо друг от друга. В отличие от Альтдорфера человек на его картинах — яркая индивидуальность. | Синтезировал в своём творчестве готические традиции с художественными принципами Возрождения. В картине «Охота на оленя» соединил пейзаж, бытовой жанр и исторический, изобразив реальное событие — охоту, устроенную саксонским курфюрстом Фридрихом III Мудрым в честь императора Максимилиана. Выработал утончённый стиль с гармоничным соединением фигур и пейзажа. | Уроженец региона реки Дунай. Для его пейзажей характерны подчёркнутая декоративность и отсутствие желания передавать глубину пространства. | Картограф, геометр и художник. Автор большого количества ксилографий. Значительную часть наследия составляют пейзажи. Одна из самых известных работ — «Святой Георгий, поражающий дракона», которая экспонируется в Музее истории искусств в Вене. | Представитель Дунайской школы, автор пейзажей. Создал большое количество ксилографий. | Творчество Мастера сочетает в себе драматизм, декоративность, философскую глубину, имеет сходство с работами Альбрехта Дюрера, Дунайской школы и Маттиаса Грюневальда, наследует некоторые традиции фламандских живописцев конца XV века. |
| Название работы        | Альбрехт Альтодорфер. Пейзаж с замком. | Эрхард Альтдорфер. Легенда о Лазаре. | Йорг Брей Старший. Алтарь Святого Бернарда. Сцена из жизни святого Бернарда.  | Вольф Губер. Бегство в Египет | Лукас Кранах Старший. Мадонна в винограднике. | Рюланд Фрюауф Младший. Охота на кабана. | Августин Хиршфогель. Имперское аббатство Залем. | Леонхард Бек. Святой Георгий, поражающий дракона.                                     | Мастер M. S. Встреча Марии с Елизаветой. |
| Пример творчества      | Альбрехт Альтодорфер. Пейзаж с замком | Эрхард Альтдорфер. Легенда о Лазаре | Йорг Брей Старший. Алтарь Святого Бернхарда. Сцена из жизни святого Бернарда. | Вольф Губер. Бегство в Египет | Лукас Кранах Старший. Мадонна в винограднике. | Рюланд Фрюауф Младший. Охота на кабана. | Августин Хиршфогель. Имперское аббатство Салем. | Леонхард Бек. Святой Георгий, поражающий дракона.                                     | Мастер M. S. Встреча Марии с Елизаветой |

Альтдорфер, Губер, Мастер «Истории Фридриха и Максимилиана» — наиболее значительные представители «Дунайской школы». В их окружении работало много других живописцев и рисовальщиков. Влияние этой школы выходило за пределы района Дуная и австрийских Альп. Сильное влияние Дунайской школы ощущалось в Нижней Австрии, в том числе в Вене. Предполагают, что император Максимилиан I испытывал интерес к творчеству художников Дунайской школы. Популярно оно было в Старой Баварии: герцог Баварии Вильгельм IV приглашал Альтдорфера и Губера к своему двору. Художники Абрагам Шёпфер и Мельхиор Фезелен, возможно, учились у Губера, перед тем как поселиться в Мюнхене и Ингольштадте. Однако, эти баварские художники впоследствии отошли от принципов дунайского искусства.
В городе Ландсгуте работал живописец Ганс Вертингер (умер в 1533 году), чьи картины с изображениями двенадцати месяцев тонко передают особенности состояния природы в разные времена года. Работы Губера были известны в районе Боденского озера, в Южной Швабии, швейцарских городах. Цюрихский мастер Ганс Лей испытывал сильное влияние этой школы. Отголоски дунайского искусства прослеживаются до Мекленбурга (в частности в творчестве брата Альбрехта Альтдорфера — Эрхарда). Творчеством художников Дунайской школы интересовались нюрнбергские графики Августин Гиршфогель и Ганс Лаутензак. В Словакии под влиянием школы находился Мастер M. S..